# Красноклювая шилохвость
Красноклювая шилохвость (лат. Anas erythrorhyncha) – настоящая утка, многочисленный постоянный житель Южной и Восточной Африки, типичный южнее 10° южной широты.  Эта утка не совершает перелетов, но пролетит огромные расстояния в поисках подходящей воды.  В сезон размножения живет высокоорганизованными большими стаями.

## Описание

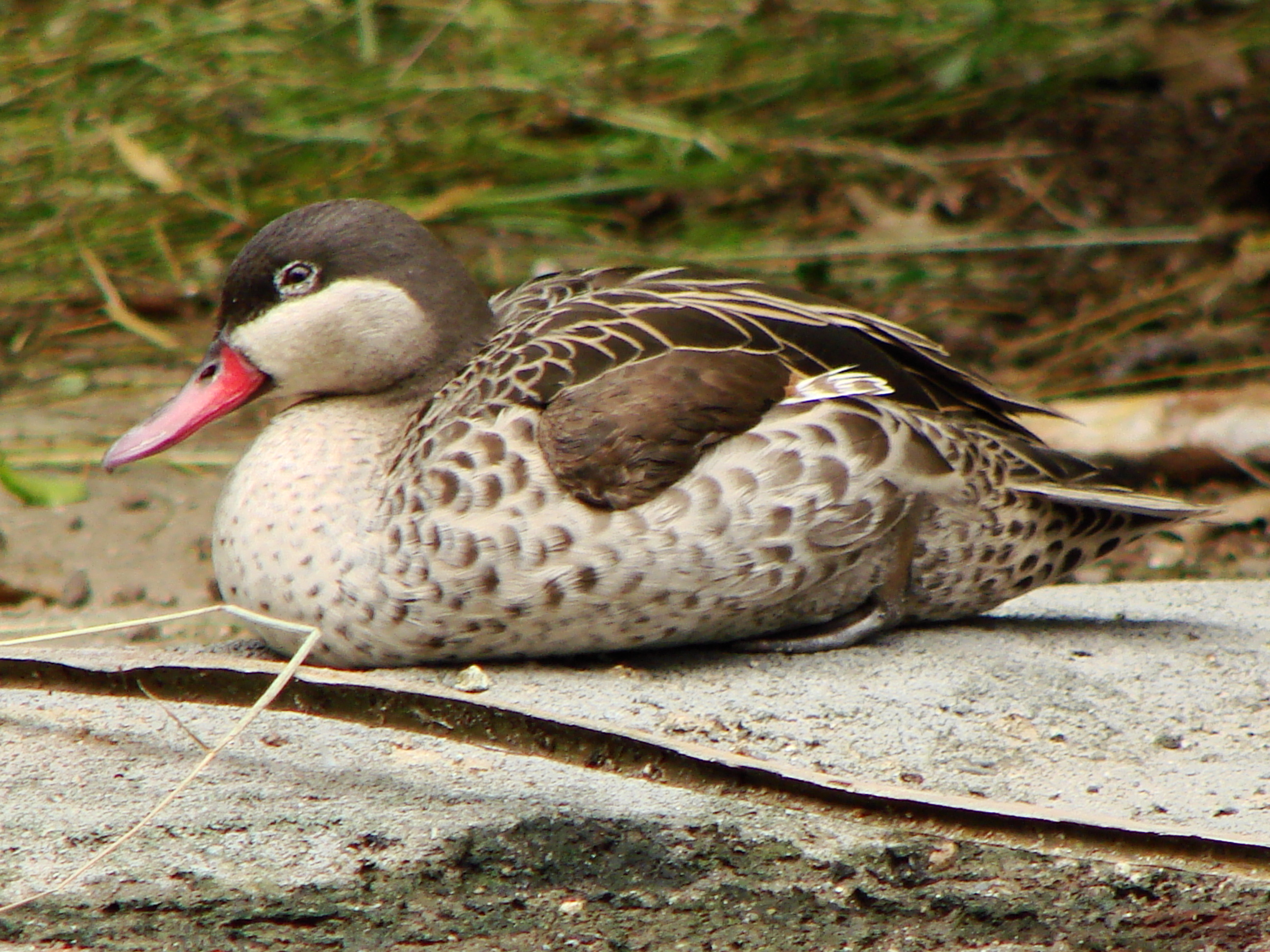
Красноклювая шилохвость в Цюрихском зоопарке

Красноклювая шилохвость длиной 43-48 см, у неё черноватая шапка и задняя часть шеи, контрастирующее бледное лицо и ярко-красный клюв. Окраска тела тускло-темно-коричневая с белыми зубцами. В полете обнаруживаются второстепенные маховые перья тускло-желтого цвета с черными полосками. Полы не имеют различий, но молодые особи тусклее взрослых.

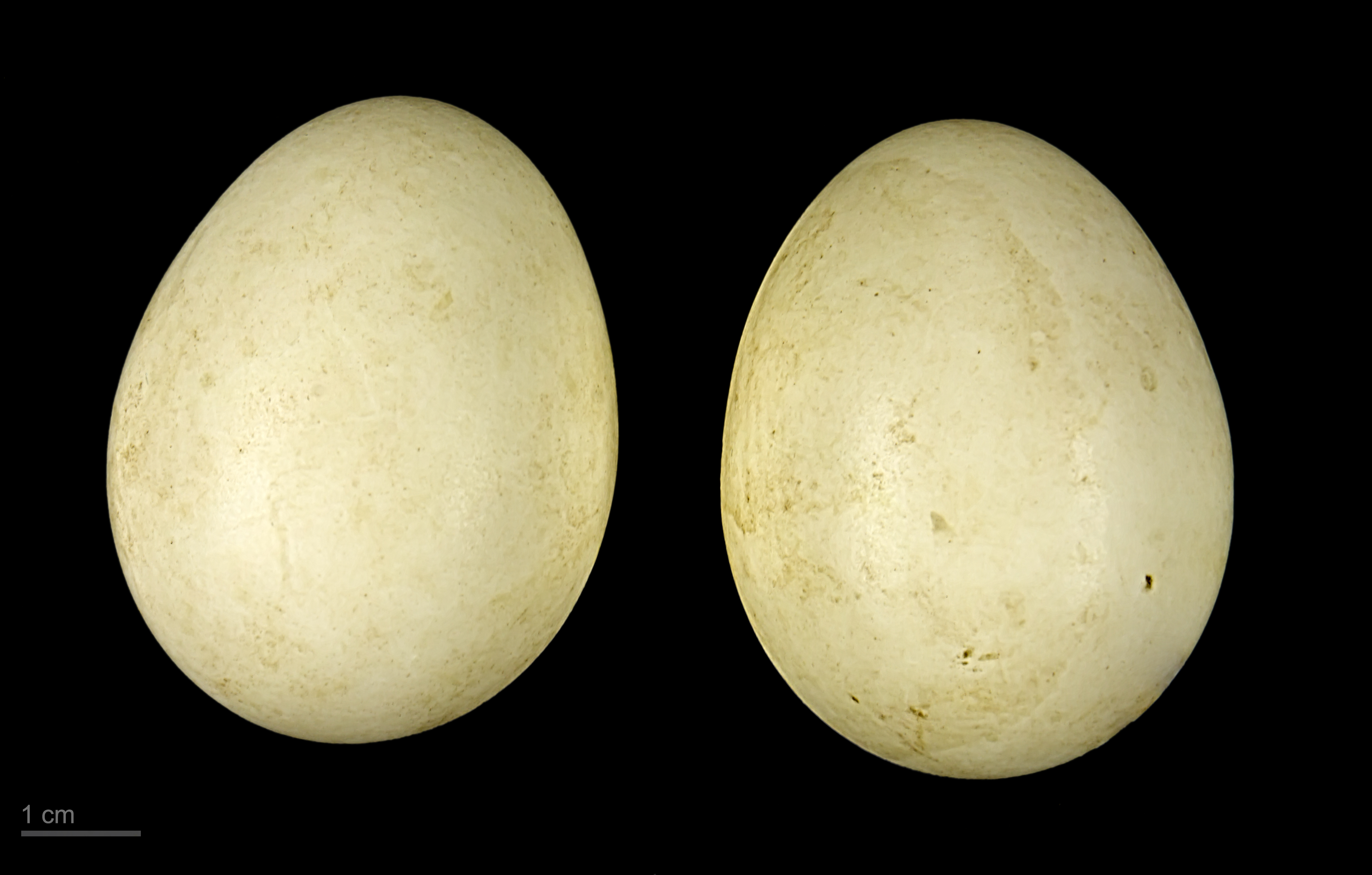
яйцо Anas erythrorhyncha — Тулузский музей

## Места обитания и питание
Красноклювая шилохвость – птица, живущая в чистой воде на совершенно открытой местности и всеядна. Она добывает пищу, состоящую из растений, на поверхности воды или большей частью на местности вечером или ночью.

## Размножение
Гнездо вьет на поверхности земли в густой растительности вблизи воды.

## Голос
Это спокойная птица, но на расстоянии самец издает крик «вззт», на который самка отвечает мягким кряканьем, как у кряквы.